# André Michelin
André Michelin (Paris, 16 de janeiro de 1853 — 4 de abril de 1931) foi um engenheiro e industrial francês. Juntamente com seu irmão Édouard Michelin fundou a Michelin (Compagnie Générale des Établissements Michelin) em 1888, na cidade francesa de Clermont-Ferrand, após terem inventado o pneu desmontável.
Em 1886, André Michelin, de 33 anos, abandonou a carreira de engenheiro parisiense de sucesso para assumir o negócio de bens agrícolas e equipamentos agrícolas de seu avô. Fundada em 1832, a "Michelin et Cie" sofreu abandono e estava à beira da insolvência após a morte do fundador. O avô de Michelin fundou a empresa que vendia equipamentos agrícolas e uma variedade ímpar de produtos de borracha vulcanizada, como correias, válvulas e tubos. Assim que André assumiu a direção da empresa, recrutou seu irmão mais novo, Édouard, para se juntar a ele na empresa. Édouard foi nomeado diretor administrativo da empresa. Embora devidamente comprometido com o sucesso do negócio, nenhum dos irmãos tinha qualquer experiência anterior em venda de mercadorias ou a menor ideia por onde começar.
Em 1889, um ciclista familiarizado com a empresa Michelin abordou Édouard com seu pneu furado em busca de ajuda. Furar um pneu frequentemente significava que os ciclistas ficavam parados por horas. No final da década de 1880, o ciclismo estava se tornando uma forma popular de transporte e passatempo devido em grande parte à patente de John Dunlop de 1888 para o pneu inflável de bicicleta. Antes da invenção da Dunlop, os pneus das bicicletas eram feitos de borracha maciça. Os pneus de borracha sólida tendiam a fornecer pouca tração e tornavam o percurso difícil e desconfortável.
Depois que o infeliz ciclista procurou a empresa Michelin para obter ajuda, Édouard ficou muito interessado nos novos pneus pneumáticos. Os Michelins reconheceram que haveria uma grande demanda por pneus pneumáticos se ao menos houvesse uma maneira de fazer reparos mais rapidamente. Eles raciocinaram que primeiro a roda deve se tornar destacável. Édouard conduziu uma série de experimentos e desenvolveu vários protótipos. Em 1891, ele obteve a patente de um pneu destacável.
André e seu irmão Édouard foram introduzidos no Automotive Hall of Fame em Dearborn, Michigan em 2002.
Em 1900 André Michelin publicou o primeiro Guia Michelin, cujo objetivo era promover o turismo de carro, ajudando assim suas operações de fabricação de pneus.
Em 2002 foi incluído no Automotive Hall of Fame.